# Поверително от Ел Ей
„Поверително от Ел Ей“ (на английски: L.A. Confidential) е американски нео-ноар криминален филм от 1997 г. на режисьора Къртис Хенсън. Сценарият, написан от Хенсън и Брайън Хелгеланд, е базиран на едноименния роман от 1990 г. на Джеймс Елрой.

## Актьорски състав
| Актьор          | Роля                      |
| --------------- | ------------------------- |
| Кевин Спейси    | сержант Джак Винсенс      |
| Ръсел Кроу      | полицай Уендел Уайт       |
| Гай Пиърс       | лейтенант Едмънд Ексли    |
| Ким Бейсингър   | Лин Брейкън               |
| Джеймс Кромуел  | капитан Дъдли Смит        |
| Дани Де Вито    | Сид Хъджинс               |
| Дейвид Стратърн | Пиърс Морхаус Пачет       |
| Рон Рифкин      | окръжен прокурор Елис Лоу |
| Греъм Бекел     | детектив Ричард Стенсланд |
| Саймън Бейкър   | Мат Рейнолдс              |

## Награди и номинации
През 2015 г. филмът е включен в Националния филмов регистър.
| Категория                                     | Номиниран(и)                                  | Резултат                |
| Оскар (23 март 1998 г.)                       | Оскар (23 март 1998 г.)                       | Оскар (23 март 1998 г.) |
| --------------------------------------------- | --------------------------------------------- | ----------------------- |
| Най-добър адаптиран сценарий                  | Къртис Хенсън и Брайън Хелгеланд              | награда                 |
| Най-добра поддържаща женска роля              | Ким Бейсингър                                 | награда                 |
| Най-добър филм                                | Най-добър филм                                | номинация               |
| Най-добри декори                              | Най-добри декори                              | номинация               |
| Най-добър звук                                | Най-добър звук                                | номинация               |
| Най-добър филмов монтаж                       | Най-добър филмов монтаж                       | номинация               |
| Най-добър режисьор                            | Къртис Хенсън                                 | номинация               |
| Най-добра кинематография                      | Данте Спиноти                                 | номинация               |
| Най-добра филмова музика                      | Джери Голдсмит                                | номинация               |
| Награда на БАФТА (18 април 1998 г.)           |                                               |                         |
| Най-добър филмов монтаж                       | Най-добър филмов монтаж                       | награда                 |
| Най-добър звук                                | Най-добър звук                                | награда                 |
| Най-добър филм                                | Най-добър филм                                | номинация               |
| Най-добри декори                              | Най-добри декори                              | номинация               |
| Най-добри костюми                             | Най-добри костюми                             | номинация               |
| Най-добър грим и прически                     | Най-добър грим и прически                     | номинация               |
| Най-добра режисура                            | Къртис Хенсън                                 | номинация               |
| Най-добър адаптиран сценарий                  | Къртис Хенсън и Брайън Хелгеланд              | номинация               |
| Най-добра кинематография                      | Данте Спиноти                                 | номинация               |
| Най-добра филмова музика                      | Джери Голдсмит                                | номинация               |
| Най-добър актьор в главна роля                | Кевин Спейси                                  | номинация               |
| Най-добра актриса в главна роля               | Ким Бейсингър                                 | номинация               |
| Златен глобус (18 януари 1998 г.)             |                                               |                         |
| Най-добра актриса в поддържаща роля           | Ким Бейсингър                                 | награда                 |
| Най-добър филм – драма                        | Най-добър филм – драма                        | номинация               |
| Най-добър режисьор                            | Къртис Хенсън                                 | номинация               |
| Най-добър сценарий                            | Къртис Хенсън и Брайън Хелгеланд              | номинация               |
| Най-добра филмова музика                      | Джери Голдсмит                                | номинация               |
| Сателит (22 февруари 1998 г.)                 |                                               |                         |
| Най-добър адаптиран сценарий                  | Къртис Хенсън и Брайън Хелгеланд              | награда                 |
| Най-добър филм – драма                        | Най-добър филм – драма                        | номинация               |
| Най-добри декори                              | Най-добри декори                              | номинация               |
| Най-добър филмов монтаж                       | Най-добър филмов монтаж                       | номинация               |
| Най-добър режисьор                            | Къртис Хенсън                                 | номинация               |
| Най-добра кинематография                      | Данте Спиноти                                 | номинация               |
| Най-добра филмова музика                      | Джери Голдсмит                                | номинация               |
| Най-добър актьор в драматичен филм            | Ръсел Кроу                                    | номинация               |
| Сатурн (10 юни 1998 г.)                       |                                               |                         |
| Най-добър екшън, приключенски или трилър филм | Най-добър екшън, приключенски или трилър филм | награда                 |
| Емпайър (май 1998 г.)                         |                                               |                         |
| Най-добър актьор                              | Кевин Спейси                                  | награда                 |